# Cristina de Bolsena
Cristina de Bolsena, também conhecida como Cristina de Tiro ou, na Igreja Ortodoxa como Cristina, a Grande Mártir é uma cristã do século III venerada como mártir.
Escavações arqueológicas de um cemitério subterrâneo construído sob o seu túmulo mostraram que ela já era venerada em Bolsena no século IV.

## Lenda de Santa Cristina
Nada se sabe sobre a sua vida. Porém, já pelo século IX, um relato de seu martírio foi composto e diversas variações apareceram. De acordo com elas, ela teria nascido ou em Tiro, no Líbano (histórias orientais) ou na Pérsia (nas ocidentais) durante o século III ou V.
Ainda que os relatos variem enormemente entre si, eles concordam em alguns detalhes: Cristina era filha de um rico comerciante pagão chamado Urbano que a teria mandado torturar por conta de sua fé, mas que não teve sucesso por diversas vezes por causa de uma intervenção de Deus. A natureza da tortura varia com a versão da história, mas aparecem ganchos de metal, grelha sobre o fogo, a fornalha, a roda, cobras venenosas, flechas, afogamento com uma pedra amarrada aos pés e diversos outros métodos, sendo que todos fracassam. Após a morte de seu pai, seu sucessor, Dion, continuou a torturá-la. Em todas as versões da lenda, Cristina eventualmente morre, mas não antes que Deus derrame a sua fúria sobre os seus torturadores.
Alguns acadêmicos concluíram que a lenda de Santa Cristina é resultado da ficção piedosa sendo tomada como se fosse história. O tema de sua lenda (uma bela donzela cristã é torturada até a morte por homens pagãos que, como castigo, sofrem a fúria de Deus) aparece repetidamente em muitas hagiografias antigas e medievais, sendo particularmente notável a semelhança com a história de Santa Bárbara.

## Devoção católica
O verbete sobre ela no Martirológio Romano é bem curto: "Em Bolsena, na Toscana, Santa Cristina, Virgem e Mártir". Esta santa esteve incluída no passado no Calendário dos santos para ser comemorada universalmente onde quer que o rito romano fosse celebrado, mas, ainda que a sua devoção continue aprovada, ela foi retirada da lista em 1969 "por que nada se sabe sobre esta virgem e mártir, com exceção de seu nome e o local onde está enterrada em Bolsena". O calendário tridentino deu-lhe uma comemoração dentro da Missa da Vigília de São Tiago. Quando, em 1955, o papa Pio XII suprimiu essa vigília, a celebração de Santa Cristina se tornou um "Simples" e, em 1962, uma "comemoração". De acordo com as regras nas edições posteriores do missal romano, Santa Cristina pode agora ser celebrada co um "memorial" em toda parte no dia de sua festa, exceto no caso de haver alguma celebração obrigatória designada para este dia no local.

## Relíquias

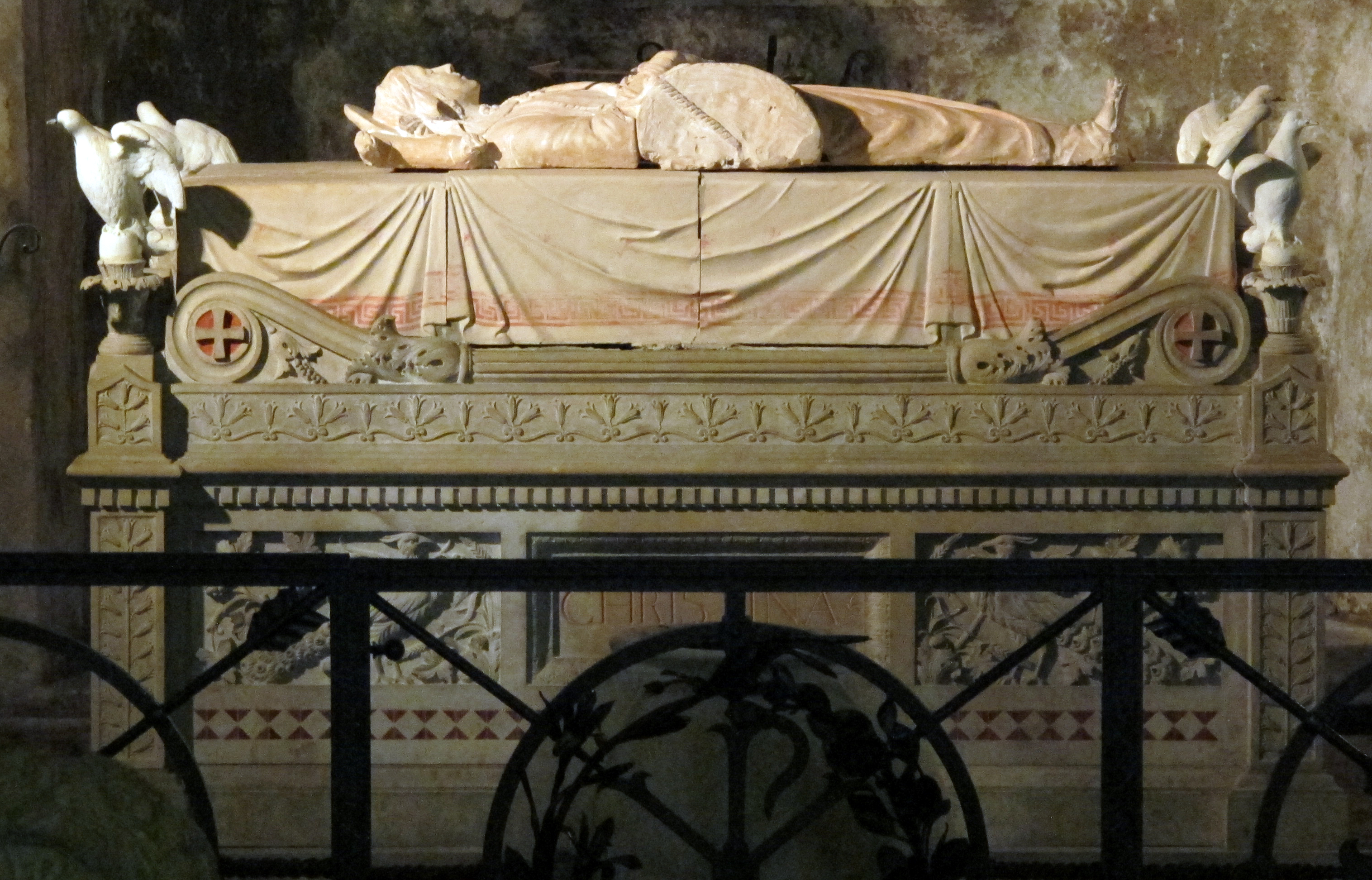
O túmulo de Santa Cristina, por Benedetto Buglioni, na Basílica de Santa Cristina, em Bolsena

Toffia, na Província de Rieti, guarda as relíquias da santa e as mantém em exposição numa urna transparente. Palermo, uma cidade da qual Cristina é uma das quatro padroeiras, também alega ter as relíquias.
A Catedral de São João Evangelista em Cleveland (Ohio) alega que "na capela da Ressurreição, abaixo do altar, está o relicário de Santa Cristina, incluindo seu esqueleto completo e um pequeno frasco com seu sangue. As relíquias foram presenteadas ao arcebispo Schrembs em 1928 pelo papa Pio XI. A tradição diz que Cristina era uma garota de 13 ou 14 anos que morrera por sua fé por volta do ano 300 d.C.".
Na cidade de Campinas, no Brasil, encontram-se as relíquias ex ossibus de Santa Cristina a Mártir que foram entregues pelo Papa Pio XI ao 2° Bispo de Campinas, Dom Francisco de Campos Barreto, (trazidas de Roma) em 1927 e doadas para Basílica de Nossa Senhora do Carmo pela Congregação das Missionárias de Jesus Crucificado em 23 de Outubro de 2010. Às relíquias encontram-se dentro da Basílica (ao lado esquerdo do altar-mor numa urna relicário transparente) e podem ser contempladas por todos fiéis nos horários em que a basílica encontra-se aberta.